# Komise pro mapy a internet
Komise pro mapy a internet, anglicky Commission on Maps and the Internet, je jednou z několika komisí, které tvoří Mezinárodní kartografickou asociaci. Komise pro mapy a internet byla ustavena v roce 1999 během zasedání v Ottawě. Komise vznikla jako pokračování The Commission on Map Use.

## Historie Komise
Komise pro mapy a internet spolu s North American Cartographic Information Society (NACIS) spoluorganizovaly symposium při výročním zasedání NACIS dne 11. října 2000 v Knoxvillu ve státě Tennessee v USA. Zasedání se zabývalo podmínkami na zaměření komise. Komise také aktivně účastnila několika zasedání na výročním setkání Asociace Amerických Geografů (AAG), které se konalo v New Yorku v době od 27. února do 3. března 2001. V Německu se v roce 2001 konalo pět seminářů o mapách a internetu s pomocí spolupředsedy Komise pro mapy a internet, dr. Georga Gartnera z Vídeňské univerzity. Semináře proběhly ve městech: Hamburk, Wiesbaden, Postupim, Halle a Bonn. Dr. Bin Li z Centrální Michiganské univerzity koordinoval plány pro jedno nebo více setkání komise ve spojení s pekingskou konferencí (6.–10. srpna) roku 2001. V rámci konference se také konal workshop v Kantonu v Číně v době od 31. července do 2. srpna 2001. 
Roku 2002 se setkání (24.–25. září) a workshop konaly v Karlsruhe v Německu, s podporou Komise pro mapy a internet a Karlsruhe University of Applied Sciences. Workshop se zaměřoval na různé problémy související s distribucí map přes internet.
V roce 2003 vydala komise knihu „Maps and the Internet“, která obsahuje čtyři části. Zkoumá trendy ovlivňující kartografii a geografické informační systémy. Každá kapitola se věnuje aspektům distribuce map přes internet. Další mezinárodní konference byla uspořádána v Durbanu, ve dnech od 10. až 16. srpna roku 2003.
Dále se v říjnu roku 2006 konal mezinárodní workshop v Soulu v Jižní Koreji. Byl spoluorganizován Komisí ICA on Ubiquitous Mapping, Komisí pro mapy a internet a také University of Seoul. Jeho hlavním účelem bylo sblížit myšlenky z různých zemí ohledně konceptů a tehdejšího stavu v této oblasti a diskutovat o budoucím směru studia oboru.
V září roku 2005 komise společně s New Zealand Cartographic Society (NZCS) organizovala seminář internetové kartografie na University of Auckland na Novém Zélandu. Mluvčími byli Michael Peterson z USA a Georg Gartner z Rakouska. Výroční zasedání komise proběhlo v létě roku 2007 ve Varšavě v Polsku. Účastníci diskutovali o nových oblastech vývoje a o vyhlídkách nového média. Hlavním tématem konference byly problémy uživatelů map. V roce 2008 byla vydána druhá kniha komise s názvem „International Perspectives in Maps and the Internet“, která zkoumá opět řadu problémů souvisejících s vývojem distribuce map prostřednictvím internetu.
V Teheránu proběhl roku 2008 workshop o tehdejších technologiích souvisejících s webovým mapováním. Na organizaci workshopu se podílelo National Cartographic Center (NCC) of Iran a pořádala jej Komise ICA pro mapy a internet. Komisi zastupoval Georg Gartner z the Department of Geoinformation and Cartography of the Vienna University of Technology v Rakousku a Markus Jobst z Hasso-Plattner Institute of University of Potsdam v Německu. Workshop byl zaměřen na technologické a metodologické základy poskytování map na webu, včetně témat jako základní nástroje, otázky designu, interaktivní funkce a použití technologie mapového serveru.
Hydrographic and Oceanographic Service (SHOA) uspořádala na podzim v roce 2009 ve Valparaisu v Chile symposium o tématech jako všudypřítomné mapování, multimediální mapování či vyhodnocení webových map. V roce 2009 se uskutečnila také konference v Santiagu v Chile.
Výroční setkání komise v Orlandu na Floridě v USA dne 19. listopadu 2010 uspořádala Cartography and Geographic Information Society (CAGIS) ve spojení s konferencí AutoCarto2010. V následujícím roce byla vydána třetí kniha komise pro mapy a internet, „Online Maps with APIs and Mapservices", která se zaměřuje na používání rozhraní pro programování aplikací (API) a dalších webových služeb. 
Společný workshop za účasti a s podporou Komise pro mapy a internet, Komise Ubiquitous Mapping a Komise Open Source Geospatial Technologies, se konal v září 2012 v Columbusu v Ohiu v USA. Dále se v listopadu konalo symposium SOMAP 2012, jehož aktivity byly podpořeny Komisí pro mapy a internet.
Jedno setkání komise se  konalo v České republice, a to v Plzni mezi 22.–24. srpnem roku 2013. Následovala mezinárodní kartografická konference v Drážďanech v Německu. Komise pro mapy a internet se podílela také na konferenci CARTOCON 2014 v Olomouci. V roce 2015 se v Curitibě v Brazílii pořádal workshop zaměřený na internetové mapování a vzdělávací kartografické problémy. Poté se v roce 2015 konala mezinárodní kartografická konference v Riu de Janeiru v Brazílii.
Během posledních pár let se komise podílela na různých aktivitách. Například v listopadu roku 2016 spolu s Nebraska GIS/LIS Association na Mezinárodním roce map v Nebrasce v USA. Při této týdenní události se představilo několik map od vládních agentur, místních neziskových skupin, univerzit i jednotlivců a poté následovala jejich diskuse, kde odborníci zkoumali různé typy map a jejich význam pro stát Nebraska. V roce 2017 komise spolu s ICA Komisemi on Education and Training a Ubiquitous Mapping pracovaly na workshopu před konáním mezinárodní kartografické konference ve Washingtonu D.C. v USA. Tato událost se konala v kampusu William and Mary University in Williamsburg ve Virginii v USA ve dnech 30. června až 1. července 2017. Program zahrnoval např. osvojení si dovedností s praktickým učením o internetovém a mobilovém mapování apod.

## Zaměření a současný stav Komise
Komise pro mapy a internet se zabývá kartografickým výzkumem a vývojem s cílem řešit vědecké a aplikované problémy spojené s webovou kartografií. Účelem komise je zlepšit kartografické vzdělávání související s internetem. Kromě toho komise podporuje odborné a technické normy pro mapy dostupné na internetu.
Komise je zaměřena zejména na:
- Zjišťování a integraci nových trendů souvisejících s propojením kartografie a internetu, jako je 3D kartografie, sémantické problémy v kartografii a prostorových datech, participativní mapování a společný přístup v kartografii, nové vzdělávací metody související s internetem, velkými daty, propojenými otevřenými daty nebo internetem věcí.
- Definování krátkodobých a střednědobých cílů výzkumu, které se zabývají významnými výzvami spojenými s mapami a internetem – např. novými technologiemi internetového mapování, mnohonárodními a multikulturními perspektivy internetových map nebo mapováním zaměřeném na služby.
- Podporu vzdělávacích aktivit souvisejících s mapami na internetu.
- Zveřejňování dokumentů relevantních pro oblast provize vědeckých časopisů (upřednostňovány jsou volně přístupné časopisy) a příslušných internetových kanálů, včetně oficiálních webových stránek komise a sociálních médií.
- Organizování (nebo spoluorganizování) ICC (The International Cartographic Conference) sezení, workshopů, hackathonů, mapathony a mezinárodní konference za účelem setkání, interakce a výměny znalostí, zkušeností a nápadů (v několika případech lze události přetransformovat do virtuálního prostoru a uspořádat tak větší počet účastníků).
- Aktivní propagování činností komise a ICA obecně s cílem odstranit nejkritičtější problém Komise pro mapy a internet, který spočívá v nízkém počtu aktivních lidí zapojených do jejích činností.
- Posílení spolupráce s dalšími komisemi ICA (např. Commission on Education and Training, Commission on Cartographic Heritage into the Digital, Commission on Location Based Services, Commission on Open Source Geospatial Technologies, Commission on Ubiquitous Mapping nebo Commission on Use, User and Usability Issues) pro podporu výzkumu napříč komisemi a sdílení informací.[24]

Členství v komisi je dobrovolné a je možné ho získat několika způsoby: v rámci národního členství národních společností, v rámci přidruženého členství různých organizací a společností, které se chtějí podílet na poslání a aktivitách Mezinárodní kartografické asociace a nebo formou neformální, kdy je účast na všech akcích ICA otevřena všem jednotlivcům.

### Současný stav Komise pro mapy a internet
15.–20. července 2019 se v Tokiu konala mezinárodní kartografická konference. V rámci konference rovněž proběhl v Akitě, Japonsko, workshop Komise pro mapy a internet a Komise Ubiquitous Mapping. Další zasedání Komise pro mapy a internet se plánovalo na rok 2020 v Nessebaru, ale kvůli situaci spojené s covidem-19 bylo rozhodnuto, že zasedání bude přeloženo až na následující rok. V roce 2021 se tedy bude zasedání konat v období mezi 14. a 19. červnem, místo zůstává stejné.

### Předsedové Komise pro mapy a internet:
- Období: 2019–současnost: Otakar Čerba
- Období: 2015–2019: Rex Cammack
- Období: 2011–2015: Rex Cammack
- Období: 2007–2011: Michael Peterson
- Období: 2003–2007: Michael Peterson, Georg Gartner
- Období: 1999–2003: Michael Peterson[28]

## Proběhlá zasedání a konference ICA a Komise pro mapy a internet
Před konferencemi se každé dva roky konají předkonferenční workshopy. Setkání komise probíhá zpravidla každý rok (workshop či seminář spojený s určitou konferencí). Dále proběhla zasedání komise v rámci Mezinárodních kartografických konferencí (tj. minimálně od roku 2007, každý lichý rok v místě konání konference).
- 1993 Kolín nad Rýnem, Německo
- 1995 Barcelona, Španělsko
- 1997 Stockholm, Švédsko
- 1999 Ottawa, Kanada
- 11. října 2000, Knoxville, Tennessee, USA
- 6. – 10. srpna 2001, Peking,  Čína
- 31. července – 2. srpna 2001, Guangzhou, Čína
- 24. – 25. září 2002, Karlsruhe, Německo
- 5. – 7. srpna 2003, Stellenbosch, Jihoafrická republika
- 10. – 16. srpna 2003, Durban,  Jihoafrická republika
- 27. – 29. ledna 2004, Vídeň, Rakousko
- 7. – 9. září 2004, Tokio, Japonsko
- 4. – 5. dubna 2005, Denver, Colorado, USA
- 9. – 16. června 2005, Coruña, Španělsko
- 6. – 8. července 2005, Madrid, Španělsko
- 28. – 30. listopadu 2005, Vídeňská technická univerzita,  Vídeň, Rakousko
- 23. – 25. října 2006, Soul, Jižní Korea
- 31. července – 2. srpna 2007, Varšavská univerzita, Varšava, Polsko
- 4. – 10. srpna 2007, Moskva,  Rusko
- 10. – 11. září 2008, Shepherstown, Západní Virginie, USA
- 13. – 15. listopadu 2009, Valparaiso, Chile
- 15. – 21. listopadu 2009, Santiago,  Chile
- 19. listopadu 2010, Orlando, Florida, USA
- 2011, Orleans, Francie
- 3. – 8. července 2011, Paříž,  Francie
- 22. – 24. srpna 2013, Plzeň, Česko
- 25. – 30. srpna 2013, Drážďany,  Německo
- 23. – 28. srpna 2015, Rio  de Janeiro, Brazílie
- 30. června – 1. července,  2017, Williamsburg, USA
- 2. – 7. července 2017, Washington,  D.C., USA
- 10. – 11. prosince 2018, Zadar, Chorvatsko
- 15. – 20. července 2019, Tokio, Japonsko